# Luigi Gastone di Sassonia-Coburgo-Koháry
Luigi Gastone di Sassonia-Coburgo-Koháry (nome completo Ludwig Gaston Klemens Maria Michael Gabriel Rafael Gonzaga de Saxe-Coburgo e Bragança) (Ebenthal, 15 settembre 1870 – Innsbruck, 23 gennaio 1942) fu principe di Sassonia-Coburgo-Koháry.

## Famiglia d'origine
Suo padre era il principe Luigi Augusto di Sassonia-Coburgo-Koháry (1842-1922), figlio secondogenito del principe Augusto di Sassonia-Coburgo-Koháry (1818-1881) e della principessa Clementina d'Orléans (1817-1907); sua madre era la principessa Leopoldina del Brasile (1847-1871), figlia dell'imperatore Pietro II del Brasile (1825-1891), della casa di Braganza, e dell'imperatrice Teresa Cristina (1822-1889), nata principessa delle Due Sicilie.

## Biografia
Nato nel castello di Ebenthal in Carinzia, Luigi Gastone, a differenza dei suoi fratelli maggiori, fu l'unico a mantenere la nazionalità brasiliana.
Il 1º maggio del 1900, a Monaco, sposò la principessa Matilde di Baviera (1877-1906), figlia del re Luigi III di Baviera (1845-1921) e della regina Maria Teresa Enrichetta d'Asburgo-Este (1849-1919).

Dal loro matrimonio nacquero due figli:
- Antonio, nato il 17 giugno del 1901 e morto il 1º settembre del 1970, sposò il 14 maggio del 1938 Luise Mayrhofer; senza discendenza;
- Maria Immacolata, nata il 10 settembre del 1904 e morta nubile il 18 marzo del 1940.

Luigi Gastone rimase vedovo nell'agosto del 1906. Il 30 novembre del 1907 contrasse un secondo matrimonio con la contessa Maria Anna di Trauttmansdorff-Weinsberg (1873-1948), figlia di Carlo di Trauttmansdorff-Weinsberg e di Giuseppina, marchesa di Pallavicini.

Essi ebbero una figlia:
- Giuseppina Maria, nata il 20 settembre del 1911 e morta il 27 novembre del 1997, sposò il 12 maggio del 1937 Riccardo di Baratta-Dragono (1901-1998); ebbero due figli e divorziarono nel 1945.

## Ascendenza
|                                          |                          |                                       | Genitori                                  |  |  | Nonni |  |  | Bisnonni                              |  |  | Trisnonni                                       |  |
|                                          |                          |                                       |                                           |  |  |       |  |  | Ferdinando di Sassonia-Coburgo-Koháry |  |  | Francesco Federico di Sassonia-Coburgo-Saalfeld |  |
|                                          |                          |                                       |                                           |  |  |       |  |  | Ferdinando di Sassonia-Coburgo-Koháry |  |  | Francesco Federico di Sassonia-Coburgo-Saalfeld |  |
|                                          |                          | Augusta di Reuss-Ebersdorf            |                                           |  |  |       |  |  | Ferdinando di Sassonia-Coburgo-Koháry |  |  |                                                 |  |
| Augusto di Sassonia-Coburgo-Koháry       |                          |                                       |                                           |  |  |       |  |  | Ferdinando di Sassonia-Coburgo-Koháry |  |  |                                                 |  |
|                                          |                          | Maria Antonia di Koháry               | Ferenc József di Koháry                   |  |  |       |  |  |                                       |  |  |                                                 |  |
|                                          |                          | Maria Antonia di Koháry               | Ferenc József di Koháry                   |  |  |       |  |  |                                       |  |  |                                                 |  |
|                                          |                          | Maria Antonia di Koháry               | Maria Antonia von Waldstein zu Wartenberg |  |  |       |  |  |                                       |  |  |                                                 |  |
| Luigi Augusto di Sassonia-Coburgo-Koháry |                          | Maria Antonia di Koháry               |                                           |  |  |       |  |  |                                       |  |  |                                                 |  |
|                                          |                          | Luigi Filippo di Francia              | Luigi Filippo II di Borbone-Orléans       |  |  |       |  |  |                                       |  |  |                                                 |  |
|                                          |                          | Luigi Filippo di Francia              | Luigi Filippo II di Borbone-Orléans       |  |  |       |  |  |                                       |  |  |                                                 |  |
|                                          |                          | Luigi Filippo di Francia              | Luisa Maria Adelaide di Borbone           |  |  |       |  |  |                                       |  |  |                                                 |  |
| Clementina d'Orléans                     |                          | Luigi Filippo di Francia              |                                           |  |  |       |  |  |                                       |  |  |                                                 |  |
|                                          |                          | Maria Amalia di Borbone-Due Sicilie   | Ferdinando I delle Due Sicilie            |  |  |       |  |  |                                       |  |  |                                                 |  |
|                                          |                          | Maria Amalia di Borbone-Due Sicilie   | Ferdinando I delle Due Sicilie            |  |  |       |  |  |                                       |  |  |                                                 |  |
|                                          |                          | Maria Amalia di Borbone-Due Sicilie   | Maria Carolina d'Asburgo-Lorena           |  |  |       |  |  |                                       |  |  |                                                 |  |
| Luigi Gastone di Sassonia-Coburgo-Koháry |                          | Maria Amalia di Borbone-Due Sicilie   |                                           |  |  |       |  |  |                                       |  |  |                                                 |  |
|                                          | Pietro IV del Portogallo | Giovanni VI del Portogallo            |                                           |  |  |       |  |  |                                       |  |  |                                                 |  |
|                                          | Pietro IV del Portogallo | Giovanni VI del Portogallo            |                                           |  |  |       |  |  |                                       |  |  |                                                 |  |
|                                          | Pietro IV del Portogallo | Carlotta Gioacchina di Borbone-Spagna |                                           |  |  |       |  |  |                                       |  |  |                                                 |  |
| Pietro II del Brasile                    | Pietro IV del Portogallo |                                       |                                           |  |  |       |  |  |                                       |  |  |                                                 |  |
|                                          |                          | Maria Leopoldina d'Asburgo-Lorena     | Francesco II d'Asburgo-Lorena             |  |  |       |  |  |                                       |  |  |                                                 |  |
|                                          |                          | Maria Leopoldina d'Asburgo-Lorena     | Francesco II d'Asburgo-Lorena             |  |  |       |  |  |                                       |  |  |                                                 |  |
|                                          |                          | Maria Leopoldina d'Asburgo-Lorena     | Maria Teresa di Borbone-Due Sicilie       |  |  |       |  |  |                                       |  |  |                                                 |  |
| Leopoldina del Brasile                   |                          | Maria Leopoldina d'Asburgo-Lorena     |                                           |  |  |       |  |  |                                       |  |  |                                                 |  |
|                                          |                          | Francesco I delle Due Sicilie         | Ferdinando I delle Due Sicilie            |  |  |       |  |  |                                       |  |  |                                                 |  |
|                                          |                          | Francesco I delle Due Sicilie         | Ferdinando I delle Due Sicilie            |  |  |       |  |  |                                       |  |  |                                                 |  |
|                                          |                          | Francesco I delle Due Sicilie         | Maria Carolina d'Asburgo-Lorena           |  |  |       |  |  |                                       |  |  |                                                 |  |
| Teresa Cristina di Borbone-Due Sicilie   |                          | Francesco I delle Due Sicilie         |                                           |  |  |       |  |  |                                       |  |  |                                                 |  |
|                                          |                          | Maria Isabella di Borbone-Spagna      | Carlo IV di Spagna                        |  |  |       |  |  |                                       |  |  |                                                 |  |
|                                          |                          | Maria Isabella di Borbone-Spagna      | Carlo IV di Spagna                        |  |  |       |  |  |                                       |  |  |                                                 |  |
|                                          |                          | Maria Isabella di Borbone-Spagna      | Maria Luisa di Borbone-Parma              |  |  |       |  |  |                                       |  |  |                                                 |  |
|                                          |                          | Maria Isabella di Borbone-Spagna      |                                           |  |  |       |  |  |                                       |  |  |                                                 |  |